# A másik lány
A másik lány (eredeti cím: The New Daughter) 2009-ben bemutatott amerikai horrorfilm, a főszerepben Kevin Costner, Ivana Baquero és Samantha Mathis. A film John Connolly azonos című regénye alapján készült.
A történet középpontjában egy író áll, aki két gyermekével együtt találkozik a gonosszal.

## Történet
|  | Alább a cselekmény részletei következnek! |

John James (Kevin Costner), a nemrég elvált regényíró, beköltözik egy régi házba az országban, az ő tizenéves lányával, Louisával (Ivana Baquero) és kisfiával, Sammel (Gattlin Griffith). John és Louisa kapcsolata egyre jobban feszült; A lány azzal vádolja, hogy sosem szerette az anyját és tönkre tett mindent. Az első éjszaka a házban, Louisa furcsa zajokat kezd hallani a hálószoba ablakánnál. Nem veszi észre, hogy egy humanoid lény leselkedik rá, kinn a tetőn. A következő napon, a gyerekek felmérik a környéket a mezőn és az erdőben, ahol találnak egy nagy buckát. Louisa azonnal felmegy a tetejére, de Sam nem szívesen megy a közelébe. John megtudja a városban, hogy régen a házukban egy nő lakott a lányával, akik eltűntek. Hazaérve, John megtalálja a ház közelében Louisa macskáját megcsonkítva.
Louisa az iskola után visszamegy a buckához, és míg pihen a napsütésben, furcsa zajokat hall. Ahogy, Louisa egyre jobban hallja közeledni az állati hangokat, a film átugrik John jelenetére, ahol hirtelen mosogatás közben megvágja a kezét egy pohárral. Aznap este John sáros lábnyomokat talál a lakás padlóján, amely a nyitott bejárati ajtótól a fürdőszobáig terjed. Louisa magára zárva az ajtót, ül a kádban a zuhany alatt és mossa a rendkívül sáros testét. Látható hogy a sáros víz hamarosan véres lesz és folyik le a lefolyóba. Még az nap este John alvajárás közben találja Louisát. Amikor visszaviszi az ágyába, talál nála egy szalmából készült fura babát, amelynek belsejében egy fekete golyóban lévő pók van. Másnap reggel, Louisa kisminkelve és miniruhába öltözve jön reggelizni. John megkérdezi őt a babáról, de ő azt állítja, hogy nem látta.
Louisát elkezdi terrorizálni az egyik lány az iskola lépcsőházában. Közben otthon John, a lánya szobájában talál egy kupac sáros ruhát. Kimegy a házból és elkezd vizsgálódni, majd a bucka tetején megtalálja Louisa babájának fejét, és egy Fekete rigó véres maradványait. Johnt felhívják, hogy menjen be az iskolába Louisáért, de ő elmondja, hogy minden rendben van. A gyengélkedőn áthaladva, John látja az iskolás lányt, aki látszólag "leesett" a lépcsőn és eltörte a karját. Sam tanára, Cassandra (Samantha Mathis) odaadja Johnnak a telefonszámát, ha szükséges van társaságra. később meglepődik, amikor talál egy pókfészket a fiókban, ahova el van rakva a szalmababa. Azon az éjszakán, John látja Louisát kisétálni az erdőből, miután korábban megparancsolta neki, hogy sötétedés előtt érjen haza. Észreveszi a sok hegesedést a nyakbőrén, de Louisa idegesen felmegy a szobájába magyarázat nélkül. Vacsora közben a lány állatmódján falatozik, mintha sokáig éhezett volna.
John felhívja Cassandrát, és egy éjjel barátságosan találkoznak. Míg John távol van, Loisa újabb hangokat kezd hallani a házon kívül, végül kilép. Amikor John tart hazafelé a kocsijával, lát a ház előtt befutni egy sötét alakot az erdőbe, aki halványan úgy néz ki mint Louisa. Kiszáll az autójából, és követi az állati morgást, de visszarohan mert egyre növekedik benne a félelem. Egy kő ütődik az ablakhoz, ahogy hajt a ház felé. Megkérdezi Louisától, hogy ő volt-e ott az erdőbe, de azt mondja hogy nem. Megparancsolja neki, hogy ne menjek a bucka közelébe többé.
A következő napon, john ügynöke megérkezik a házhoz, és beszélgetnek a ház előtt. Bent, Louisa felmászik a létrán a padlásra, akit Sam követ. Sam leesik, amikor fent megijed az állati hangoktól. Hét öltéssel varrták össze a sebét, és John leszidja Louisát, amiért nem vigyázott az öccsére. Azon az éjszakán, John talál az interneten egy cikket, a temetkezési buckákról. Felhív egy ebben jártas szakértőt, White professzort (Noah Taylor), de figyelmen kívül hagyja. ezután felkeresi az előző ház tulajdonosát, Sahar Wayne-t: Nyom nélkül eltűnt egy nap, miután a tinédzser lányát, Emilyt bezárta a szobájába kívülről. Emilyt végül megtalálták élve, aki a nagyapjánál, Roger Wayne-nél (James Gammon) él.
John ráhagyja a gyerekeket egy bébiszitterre, és elmegy, hogy megtalálja Roger Waynet. Ahogy, Louisra figyeli őt az ablakból elmenni, látható egyre jobban elterjedve a hegeket a tarkóján. Ezután visszatér a buckához. John megérkezik Roger Wayne üres házához, és lehetővé teszi magának, hogy körülnézzen bent. A lány szobájában talál egy furcsa fészket, gallyakból és szalmából készülve, majd a falon észrevesz egy rajzot, amely a temetkezési buckát ábrázolja az "otthonuk" alatt. Roger megérkezik és elmagyarázza Johnnak, hogy mi történt Emilyvel. Ragaszkodva ahhoz, hogy ő már nem volt az unokája többé, felgyújtotta a házat, amiben ő bennégett.
Míg John távol van, a bébiszitter kizáródik a házból, és az állati morgások hallatszanak közeledni. Sam elrejtőzik a szobájában, amikor meghallja a bébiszittert segítségért kiáltani. John hazaérkezik, és megvigasztalja a megrémült Samet, ezután átrohan Louisához, hogy megkérdezze mi történt a bébiszitterrel. Azt mondja, hogy ő nem tudja. A bébiszitter eltűnésének bejelentését követően, John veszekszik a kissé beteges Louisával. A lány megkérdezi könnyes szemmel az apjától, hogy nem-e fogja elhagyni, úgy mint az anyja. Elmondja neki, hogy soha nem fogja. Azon az éjszakán, John azt álmodja, hogy a bucka tetején áll, ahol egy lénnyel megszállt Louisa is jelen van, és bejelenti neki: "én vagyok az új lányod". Másnap reggel talál egy fészket Louisa szekrényében, hasonlót mint Roger házában. John felkér egy vállalkozót, hogy még aznap rombolják le a buckát. White professzorra, miután rányomta a telefont, megérkezik a buckához, és könyörög Johnnak hogy még várjon. Egy olyan ősi civilizációról mesél Johnnak, akik istentiszteletet tettek a temetkezési buckáknak, mert abban hittek, hogy otthonul szolgálnak ősi isteneknek, vagy "dombjáróknak". Megemlít egy rituálét, amelyben ajándékok cseréje zajlik – beleértve kis szalmababákat, mint amit John is talált –, és azt, hogy a dombjárók egy fiatal lányt keresnek, aki aztán egy istenségek új generációját hozná a világra, akik a hatalmukba kerítik az egész földet. Ettől megrémülve, John utasítja a bulldózert, hogy kezdje el a munkát. Amikor beleás a dombba, megtalálják a bébiszitter testét. Lousia, mindeközben, az iskolaudvarban a földet kaparja a körmeivel. John-t a rendőrségre szállítják kihallgatásra, amíg Cassandra vigyáz a gyerekekre.
Aznap éjjel, miközben Ed Lowry (Erik Palladino) hazaviszi John-t, megtámadják őket, és egy lény kihúzza Lowry-t a rendőrautóból. John továbbindul, és amikor hazaér, teljes felfordulást talál, valamint Cassandra-t, egy vágott sebbel a torkán. Aközben hal meg, ahogy lassan Louisa felé halad, aki az ajtóban áll. John összeszedi a gyerekeket, hogy távozhassanak, de Louisa ellenkezik. A buckajárók elkezdik támadni a házat, de Johnnak sikerül megölnie hármat belőlük. A támadás után észreveszi, hogy Louisa eltűnt. Hallatszódnak a sikolyai, amik a bucka belsejéből jönnek. John a szobájában hagyja Sam-et. Arra utasítja, hogy várja meg a rendőrséget, és azt mondja neki, hogy "légy nagy fiú". John elmegy a buckához, hogy kiszabadítsa Louisa-t, és talál egy alagutat, ami a földkupac belsejébe vezet. Kiszúr egy benzines kannát, a bejárat mellé helyez néhány robbanószert, ami az elhalasztott rombolásból maradt fenn, meggyújt egy fáklyát, és bemászik. Louisa-t eszméletlenül és sárral betakarva találja. Ahogy kiviszi, mérges lények üvöltése hallatszódik, és elkezdődik az üldözés. Ez idő alatt, Sam kimegy a házból, megragadva egy bekeretezett családi portrét, és a sötétbe néz, a bucka felé, ahonnan hangokat hall.
John elmenekül a buckából Louisával, és blokkolja az alagutat a szivárgó üzemanyagtartállyal és robbanószerekkel, de egy halom lény van már odakinn. Louisa összeesik és könyörög az apjának, hogy ne hagyja ott. John néz lefelé rá, és látja hogy már kezd átalakulni lénnyé. Leejti a fáklyát az üzemanyagra és a bucka a bennmaradt lényekkel együtt felrobban, vele együtt ők is. Sam várja haza őket, de csak a lángok tükröződése látható a képkereten. Valakit lát homályosan jönni a sötétben: Sam kérdezi: "Apu?". A fák és a ház mögött árnyékok és mozgások vannak. Közvetlenül a háta mögött üvöltöző lények közelednek felé, majd a képernyő elsötétül.
|  | Itt a vége a cselekmény részletezésének! |

## Szereplők
| Színész          | Szerep                | Magyar hang    |
| ---------------- | --------------------- | -------------- |
| Kevin Costner    | John James            | Csernák János  |
| Ivana Baquero    | Louisa James          | Kántor Kitty   |
| Gattlin Griffith | Sam James             | Straub Norbert |
| Samantha Mathis  | Cassandra Parker      | Orosz Anna     |
| James Gammon     | Roger Wayne           | Várday Zoltán  |
| Noah Taylor      | Evan White professzor | Szokol Péter   |
| Erik Palladino   | Ed Lowry rendőr       | Király Adrián  |